# Fewcott
Fewcott – osada w Anglii, w Oxfordshire. Leży 22 km od miasta Oksford i 91,6 km od Londynu. W latach 1870–1872 miejscowość liczyła 160 mieszkańców.